# 高雅羅
高雅羅（韓語：고아라，1990年2月11日—），或譯為高雅拉，是一名韓國女演員。

## 早年經歷
2003年被選為「SM青少年最佳選拔大賽」最佳外貌、最佳舞蹈以及大獎，2013年2月18日從韓國中央大學戲劇電影學系畢業並取得學士學位
。由於高雅羅的發音「KO A LA」近似於無尾熊，所以在日本是以「Ara」的藝名活動。

## 演藝經歷
2003年在1000:1的競爭中脫穎而出成為《玉琳的成長日記》女主角，以演員身份正式出道。2006年從四萬人當中被選為日本電影《成吉思汗：征服到地與海的盡頭》的忽蘭一角，但同年出演的《雪花》因對手戲演員李燦涉嫌家庭暴力，戲份遭大幅刪減。其後主演的《你是誰》、《向大地頭球》並沒有達到預期成績，直到2013年的《請回答1994》因飾演使用方言的潑辣女大學生廣受好評，迎來事業第一個高峰。

## 影視作品

### 電視劇
- 2003年：KBS《玉琳的成長日記（朝鲜语：성장드라마 반올림 1）》飾演 李玉琳
- 2005年：KBS《玉琳的成長日記2（朝鲜语：성장드라마 반올림 2）》飾演 李玉琳
- 2006年：SBS《雪花》飾演 柳多美
- 2008年：MBC《你是誰》飾演 孫英仁
- 2009年：MBC《向大地頭球》飾演 姜海彬
- 2009年：NTV《華麗間諜》飾演 辛于娜
- 2013年：tvN《請回答1994》飾演 成娜靜
- 2014年：SBS《你們被包圍了》飾演 魚秀善
- 2015年：KBS《製作人》飾演 高雅羅 （第8集客串）
- 2016年：KBS《花郎》飾演 金娥露
- 2017年：OCN《Black》飾演 姜河藍
- 2018年：JTBC《漢摩拉比小姐》飾演 朴车伍林
- 2019年：SBS《獬豸》飾演 汝智
- 2020年：tvN《機智醫生生活》飾演 高雅羅（特别出演）
- 2020年：KBS《Do Do Sol Sol La La Sol》飾演 具拉拉
- 2025年：TVING《春畫戀愛談》飾演 華梨公主

### 電影
- 2007年：《成吉思汗：征服到地與海的盡頭》
- 2009年：《舞吧！昴》
- 2012年：《馬拉鬆夢想家》
- 2012年：《歡唱一家親》
- 2015年：《朝鮮魔術師》
- 2016年：《偵探洪吉童：消失的村莊》
- 2023年：《貴公子》

### MV
- 2004年：東方神起《HUG》
- 2011年：東方神起《Before U Go》
- 2011年：SHINee《Juliette》(日文版)
- 2015年：圭賢《A Million Pieces》

## 音樂作品
- 2012年：《歡唱一家親》OST—〈Now〉、〈Little Girl Dreams〉
- 2013年：《請回答1994》OST—〈開始〉

## 提名與獲獎
| 年份 | 頒獎典禮                     | 獎項                          | 作品                            | 結果 |
| 2003 | SM青少年最佳選拔大賽         | 最佳外貌、最佳舞蹈、大獎      | 不適用                          | 獲獎 |
| 2004 | KBS演技大賞                  | 女子新人賞                    | 《玉琳的成長日記》              | 獲獎 |
| 2006 | SBS演技大賞                  | 新星賞                        | 《雪花》                        | 獲獎 |
| 2007 | 第43屆百想藝術大賞           | 電視部門 女子新人演技賞       | 《雪花》                        | 獲獎 |
| 2007 | 第1屆Mnet 20's Choice Awards | 芭比女孩獎                    | 不適用                          | 獲獎 |
| 2007 | André Kim Best Star Awards   | 新星賞                        | 不適用                          | 獲獎 |
| 2008 | KAA Awards                   | Model of the Year             | 不適用                          | 獲獎 |
| 2008 | MBC演技大賞                  | 女子新人賞                    | 《你是誰》                      | 提名 |
| 2010 | 第46屆百想藝術大賞           | 電視部門 女子人氣賞           | 《向大地頭球》                  | 提名 |
| 2012 | 第48屆百想藝術大賞           | 電影部門 女子新人演技賞       | 《歡唱一家親》                  | 提名 |
| 2012 | 第33屆青龍電影獎             | 女子新人演技賞                | 《歡唱一家親》                  | 提名 |
| 2012 | 第49屆大鐘獎                 | 女子新人演技賞                | 《馬拉鬆夢想家》                | 提名 |
| 2014 | 第50屆百想藝術大賞           | 電視部門 女子優秀演技賞       | 《請回答1994》                  | 提名 |
| 2014 | 第50屆百想藝術大賞           | 電視部門 女子人氣賞           | 《請回答1994》                  | 提名 |
| 2014 | 第7屆亞洲時尚偶像獎          | Top 10 Style Icons            | 不適用                          | 獲獎 |
| 2014 | 第3屆APAN Star Awards        | 女子迷你劇優秀演技賞          | 《請回答1994》 《你們被包圍了》 | 提名 |
| 2016 | 韓國電影演員協會大獎         | 人氣獎                        | 《幻影偵探》                    | 獲獎 |
| 2017 | KBS演技大賞                  | 中篇電視劇部門 女子優秀演技獎 | 《花郎》                        | 提名 |
| 2018 | 第6屆APAN Star Awards        | 中篇電視劇 女子優秀演技賞     | 《漢摩拉比小姐》                | 提名 |
| 2018 | 第2屆THE SEOUL AWARDS        | 戲劇類最佳女主角              | 《漢摩拉比小姐》                | 提名 |
| 2019 | SBS演技大賞                  | 中篇劇部門 女子最優秀演技獎   | 《獬豸》                        | 提名 |
| 2019 | SBS演技大賞                  | 最佳情侶獎（與丁一宇）        | 《獬豸》                        | 提名 |
| 2020 | KBS演技大賞                  | 迷你電視劇部門 女子優秀演技獎 | 《Do Do Sol Sol La La Sol》     | 提名 |
| 2020 | KBS演技大賞                  | 女子人氣獎                    | 《Do Do Sol Sol La La Sol》     | 提名 |

## 外部連結
- Ara Official Website （页面存档备份，存于） （日語）
- 高雅羅的X（前Twitter）
- 高雅羅的Instagram帳戶
- 高雅羅在NAVER上的资料
- 高雅羅在Daum上的资料